# Isländische Fußballmeisterschaft 1959
Die isländische Fußballmeisterschaft 1959 war die 48. Spielzeit der höchsten isländischen Fußballliga. Sie begann am 26. Mai 1959 und endete am 1. September 1959.
Die Teams spielten zum ersten Mal in einer Hin- und Rückserie die Meisterschaft aus. Der Titel ging zum insgesamt 16. Mal an den amtierenden Rekordmeister KR Reykjavík, der bei einem Torverhältnis von 41:6 während der ganzen Spielzeit keinen Punkteverlust zu verzeichnen hatte. Þróttur Reykjavík musste als letztplatzierte Mannschaft absteigen, und wurde in der nächsten Saison durch ÍBA Akureyri ersetzt.

## Abschlusstabelle
| Pl. | Verein                | Sp. | S  | U | N | Tore    | Quote | Punkte |
| --- | --------------------- | --- | -- | - | - | ------- | ----- | ------ |
| 1.  | KR Reykjavík          | 10  | 10 | 0 | 0 | 041:600 | 6,83  | 20:0   |
| 2.  | ÍA Akranes (M)        | 10  | 5  | 1 | 4 | 030:190 | 1,58  | 11:90  |
| 3.  | Fram Reykjavík        | 10  | 4  | 3 | 3 | 019:180 | 1,06  | 11:90  |
| 4.  | Valur Reykjavík       | 10  | 5  | 1 | 4 | 018:250 | 0,72  | 11:90  |
| 5.  | ÍB Keflavík           | 10  | 2  | 1 | 7 | 018:300 | 0,60  | 05:15  |
| 6.  | Þróttur Reykjavík (N) | 10  | 0  | 2 | 8 | 009:370 | 0,24  | 02:18  |

| (M) | amtierender isländischer Meister |
| (N) | Neuaufsteiger                    |

### Kreuztabelle
Die Kreuztabelle stellt die Ergebnisse aller Spiele dieser Saison dar. Die Heimmannschaft ist in der ersten Spalte aufgelistet, die Gastmannschaft in der obersten Reihe. Die Ergebnisse sind immer aus Sicht der Heimmannschaft angegeben.
| 1959              | Fram Reykjavík | Þróttur Reykjavík | ÍA Akranes | ÍB Keflavík | KR Reykjavík |     |
| Fram Reykjavík    |                | 2:2               | 3:2        | 3:1         | 0:1          | 0:0 |
| Þróttur Reykjavík | 1:5            |                   | 0:5        | 1:1         | 1:3          | 2:3 |
| ÍA Akranes        | 2:2            | 2:1               |            | 9:0         | 0:2          | 3:1 |
| ÍB Keflavík       | 0:3            | 8:1               | 2:3        |             | 0:3          | 3:2 |
| KR Reykjavík      | 7:0            | 5:0               | 4:2        | 3:2         |              | 7:1 |
| Valur Reykjavík   | 2:1            | 3:0               | 4:2        | 2:1         | 0:6          |     |

## Torschützen
Die folgende Tabelle gibt die besten Torschützen der Saison wieder.
| Rang | Tore | Spieler          | Verein       |
| ---- | ---- | ---------------- | ------------ |
| 1.   | 11   | þorolfur Beck    | KR Reykjavík |
| 2.   | 10   | Rikarður Jonsson | ÍA Akranes   |
| 2.   | 10   | Þorður Jonsson   | ÍA Akranes   |
| 2.   | 10   | Sveinn Jonsson   | KR Reykjavík |
| 5.   | 08   | Ellert B. Schram | KR Reykjavík |